# Castillo de Skipton
Skipton Castle es un castillo medieval ubicado en Skipton, Yorkshire del Norte, Inglaterra. Fue construido en 1090 por Robert de Romille, un barón normando, y ha sido preservado por más de 900 años.

## Historia
El castillo era originalmente una mota castral construida en 1090 por Robert de Romille, señor de las propiedades de la Abadía de Bolton. Poco después de 1102, el rey Enrique I de Inglaterra extendió las tierras de Romille para incluir los valles superiores de Wharfedale y de Airedale. El castillo de tierra y madera fue reconstruido en piedra para resistir los ataques por el escoceses. Los acantilados detrás del castillo, que caían sobre el río Eller Beck, lo convirtieron en una estructura defensiva perfecta. La línea de la familia Romille finalizó, y en 1310 Eduardo II concedió el castillo a Robert Clifford quien fue nombrado Lord Clifford de Skipton y Guardián de Craven. Robert Clifford ordenó muchas mejoras a las fortificaciones, pero murió en la Batalla de Bannockburn en 1314 cuando las mejoras recién estaban realizadas. 
Durante la Guerra Civil inglesa el castillo era el único baluarte Realista en el del norte de Inglaterra hasta diciembre de 1645. Después de un asedio de tres años, la rendición fue negociada en 1645 entre Oliver Cromwell y los realistas. Cromwell ordenó la remoción de los techos del castillo. La leyenda cuenta que durante el asedio, vellones de oveja fueron colgados sobre las paredes para amortiguar el impacto de los cañones. Los vellones de oveja forman parte del escudo de armas de la ciudad. Skipton permaneció bajo el dominio de la familia Clifford como asiento principal hasta 1676. Lady Anne Clifford (1590–1676) fue la última de los Clifford en poseerlo. Después del asedio, ordenó arreglos y plantó un tejo en el patio central para conmemorar su reparación después de la guerra en 1659.
Hoy Skipton Castle es un castillo medieval bien preservado, es una atracción turística y residencia privada. En la actualidad el castillo forma parte del circuito turístico denominado Lady Anne's Way.

## Diseño
El castillo tiene seis torres fortificadas, con un cuerpo doméstico que conecta dos torres en el lado del norte, protegido por un precipicio hacia el río Eller Beck. El primer piso comprende la cocina original, la sala mayor, cuartos y la habitación del señor. La cocinas nueva, el sector de almacenamiento y bodegas de trabajo están en la planta baja. Las torres restantes son de naturaleza y propósito militar. En los siglos XVI y XVII fueron añadidos una escalera de entrada nueva (reemplazando el puente levadizo original), una ala doméstica y ventanales más grandes en la estructura original. El techo está completamente intacto. 

Un muro exterior encierra el interior patios y edificios subsidiarios, incluyendo las ruinas de una capilla del siglo XII. La muralla se atraviesa por una entrada normanda. La torre este del ingreso contiene una gruta de conchas de siglo XVII, una de dos restantes de este periodo. (La otra está en la Abadía de Woburn).
| A courtyard in a medieval building with a large yew tree growing in the centre. |
| El Patio de recepción y el tejo                                                 |

| A two-storey castle with a two-storey circular tower on the left and a three-storey octagonal tower on the right. The castle overlooks a green lawn. |
| El Ala Tudor |

| A two- and three-storey building on top of an escarpment. Below the escarpment is a fenced footpath curving away from the photographer's perspective to the right. |
| El castillo visto desde atrás |

| A low stone building with a large window, devoid of glas |
| Capilla del siglo XII de San Juan Evangelista            |